# Kos (district régional)
Le district régional de Kos (grec moderne : Περιφερειακή ενότητα Κω) est l'un des districts régionaux de Grèce qui fait partie de la périphérie (région) de l'Égée-Méridionale. Ce district régional englobe des îles l'archipel du Dodécanèse : Kos, Nissiros et quelques autres îles de la mer Égée.

## Administration

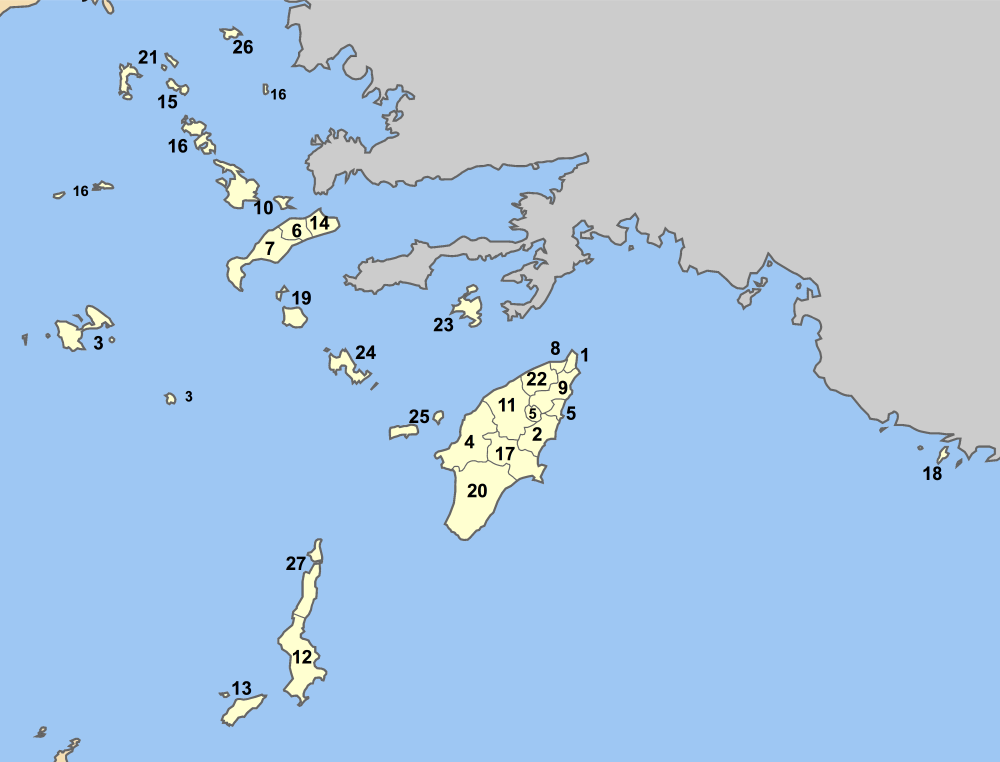
Les dèmes (municipalités) du nome du Dodécanèse avant la réforme Kallikratis (2010), devenus des districts municipaux

Dans le cadre de la réforme gouvernementale de 2011, le Programme Kallikratis, le district régional de Kalymnos est créé sur une partie de l'ancien nome du  Dodécanèse. Il comprend 2 dèmes (municipalités) qui sont (numérotées selon la carte dans l'infobox) : 
| Dème (municipalité) | Chef-lieu   | District municipal | YPES code | Chef-lieu (si différent) | Code postal | Préfixe téléphonique |
| ------------------- | ----------- | ------------------ | --------- | ------------------------ | ----------- | -------------------- |
| 7. Kos              | Kos (ville) | 6. Dikaios (en)    | 1206      | Zipári                   | 853 00      |                      |
| 7. Kos              | Kos (ville) | 7. Iraklides (en)  | 1207      | Antimáchia               | 853 02      | 22420-6              |
| 7. Kos              | Kos (ville) | 14. Kos            | 1214      |                          | 853 00      | 22420-2              |
| 11. Nissiros        | Nissiros    | 19. Nissiros       | 1219      |                          | 853 03      | 22420-3              |